# Ветау
Ветау (нім. Wethau) — громада в Німеччині, розташована в землі Саксонія-Ангальт. Входить до складу району Бургенланд. Складова частина об'єднання громад Ветауталь.
Площа — 7,44 км2. Населення становить 876 ос. (станом на 31 грудня 2021).

## Галерея

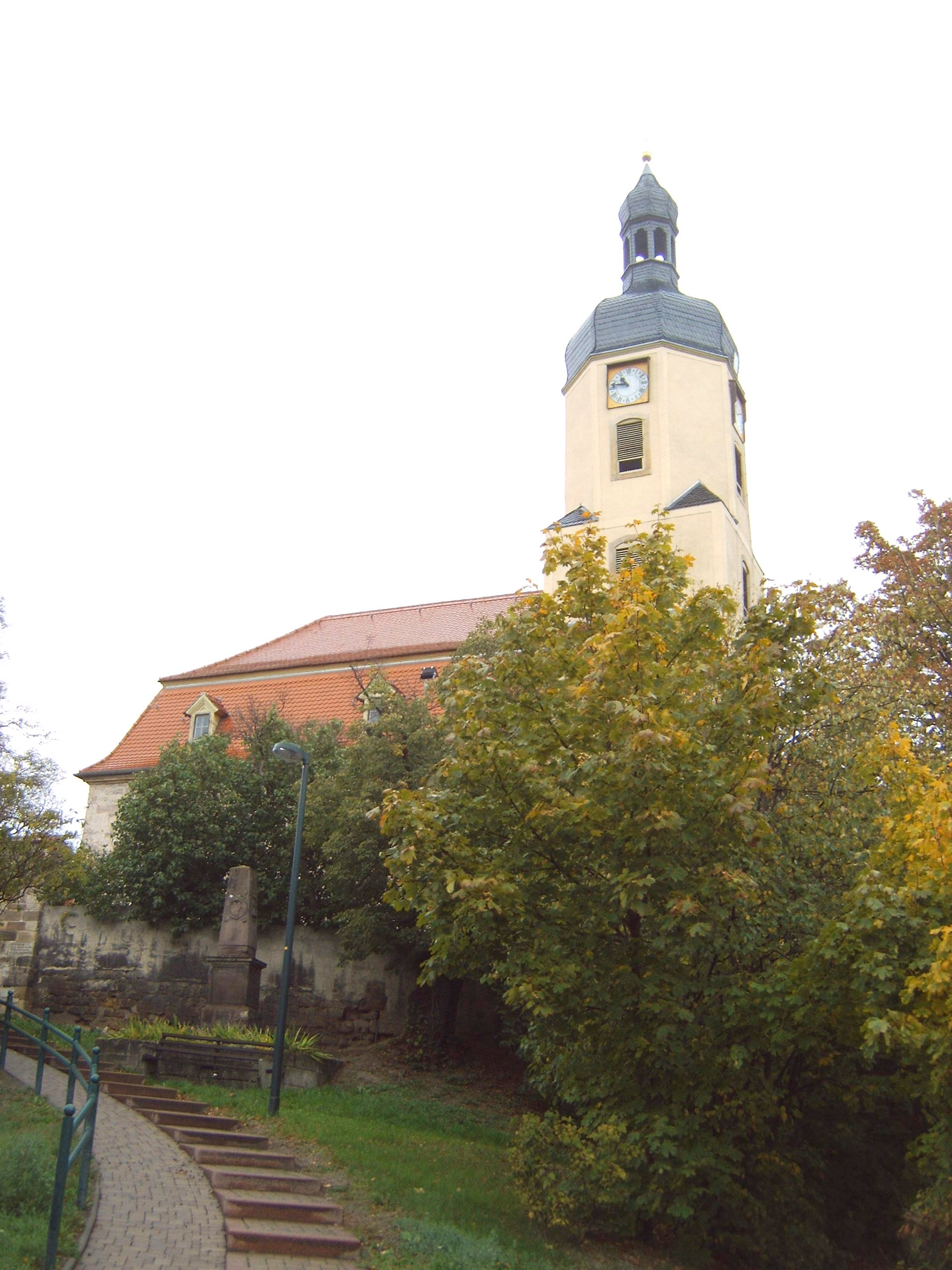